# The Gods of Earth and Heaven
The Gods of Earth and Heaven (с англ. — «Боги Неба и Земли») — третий студийный альбом шведской поп-группы Army of Lovers, релиз которого состоялся в 1993 году. The Gods of Earth and Heaven стал первым альбомом, вышедшим после ухода из коллектива Ла Камиллы и замены её Микаэлой де ла Кур (не считая американского переиздания Massive Luxury Overdose), а также первым, в котором приняла участие вторая солистка — Доминика Печински.
Хитами альбома стали песни «Israelism» и «La Plage de Saint-Tropez». Клип на песню «Israelism», однако, был запрещён к показу на MTV, из-за, как пояснили представители телеканала, насмехательства над евреями и их культурой (несмотря на то, что два участника группы, Жан-Пьер Барда и Доминика Печински, имели еврейские корни). По этой же причине альбом никогда не издавался в США и, как следствие, не снискал такой популярности, как предыдущий. Также синглом стала песня I Am, на который был снят видеоклип.
Несмотря на это, The Gods of Earth and Heaven занял первые позиции в чартах России, Греции и Гонконга. По всему миру было продано 1,7 миллионов копий альбома. В некоторых странах Европы альбом рассматривался как провальный, но в России он приобрёл колоссальный успех, удерживая первенство в чартах на протяжении четырёх месяцев. Он до сих пор является единственным иностранным альбомом, когда-либо достигавшим статуса Бриллиантового в России, не считая альбома Fever Кайли Миноуг.

## Список композиций
1. Chihuahuas On Parade (0:41)
2. We Are The Universe (3:41)
3. La Plage De Saint-Tropez (3:32)
4. I Am (3:54)
5. Le Portrait De Jean-Pierre (0:44)
6. Israelism (3:20)
7. The Grand Fatigue (3:32)
8. Carry My Urn To Ukraine (4:04)
9. Sebastien (3:33)
10. La Storia Di O (0:45)
11. Blood In The Chapel (3:16)
12. The Ballad Of Marie Curie (3:48)
13. Heterosexuality (4:10)
14. Sons Of Lucy (3:02)
15. Also Sprach Alexander (0:35)
16. The Day The Gods Help Us All (3:45)